# Марин Барбора
Марин Барбора (15. век) био је дубровачки сликар.

## Биографија
Спомиње се и као Марин (Брбора) у служби Дубровачке Републике од 1442. до 1445. као "мајстор завеса, застава и слика". У Дубровнику је имао властиту радионицу. Његов син Франо Маринов, био је такође дубровачки сликар.